# Pálsfjall
Pálsfjall är en nunatak i republiken Island. Den ligger i regionen Suðurland, 200 km öster om huvudstaden Reykjavík. Toppen på Pálsfjall är 1 335 meter över havet.
Trakten runt Pálsfjall är nära nog obefolkad, med mindre än två invånare per kvadratkilometer. Det finns inga samhällen i närheten. Trakten runt Pálsfjall är permanent täckt av is och snö. Bergstoppen är en nunatak som sticker upp ur sydvästra delen av Vatnajökull med en diameter på den fasta marken av endast omkring 300 meter i diameter.